# جورج كاراس
جورج كاراس (بالإنجليزية: George Karras)‏ هو لاعب كرة قدم أمريكية أمريكي، ولد في 1964، وتوفي في 6 مارس 2017.